# لوکا ویلدوزا
لوکا ویلدوزا (انگلیسی: Luca Vildoza؛ زادهٔ ۱۱ اوت ۱۹۹۵) بازیکن بسکتبال اهل آرژانتین است.
از باشگاه‌هایی که در آن بازی کرده‌است می‌توان به باشگاه بسکتبال ساسکی باسکونیا اشاره کرد.
وی در مسابقات کشوری و بین‌المللی در مجموع برندهٔ ۲ مدال طلا، ۲ مدال نقره شده‌است.